# Thomas Andreasen
Thomas Andreasen (4 marzo 1973) è un ex calciatore danese, di ruolo centrocampista.
Centrocampista offensivo, bandiera del Nordsjælland tra la fine degli anni novanta e la metà degli anni duemila, di cui è recordman di presenze con 295 gettoni, vanta 2 partite nell'edizione 2003-2004 della Coppa UEFA.